# Marcel Grauls
Marcel Grauls (Nieuwerkerken, 11 oktober 1946) is een Belgisch journalist, redacteur en auteur.

## Levensloop
Grauls studeerde Germaanse filologie aan de Rijksuniversiteit Gent en germanistiek aan de Friedrich-Alexander-Universität Erlangen-Nürnberg.
Na vijf gewerkt te hebben als leerkracht werd hij werkzaam bij het persagentschap Belga als redacteur 'buitenlandse politiek'. In 1980 ging hij aan de slag bij Het Belang van Limburg, alwaar hij achtereenvolgens redacteur buitenlandse politiek, eindredacteur en hoofd eindredactie was. In 1997 werd hij hoofdredacteur ter vervanging van Marc Platel. Deze laatste functie oefende hij uit in tandem met Richard Swartenbroekx. In 2000 werd hij in deze functie opgevolgd door Ivo Vandekerckhove. Vervolgens ging Grauls aan de slag als 'projectmanager redacties' bij moederbedrijf Concentra, een functie die hij uitoefende tot 2011. Vanuit deze hoedanigheid gaf hij een dertigtal boeken uit. 
Daarnaast schreef hij een wekelijkse column over uitvinders voor het Radio 1-programma Jongens & Wetenschap. Tevens schrijft hij eponiemische reportages voor de weekendbijlage van het Algemeen Dagblad, AD Magazine, en is hij sinds 2000 columnist voor De Ingenieur. Ten slotte publiceerde hij verschillende non-fictieboeken. In 1980 publiceerde hij onder het pseudoniem H. Ter-Nedden Uit de bek van de hel. Schrijvers in Latijns-Amerika, waarvoor hij de Literatuurprijs van de provincie Limburg ontving. Andere bekende werken van zijn hand zijn Mijn naam is haas (2001) en Gewoon geniaal (2009). 